# Zajączki (Lubomino)
Pour les articles homonymes, voir Zajączki.
Zajączki est un village polonais de la voïvodie de Varmie-Mazurie, dans le powiat de Lidzbark.